# Bromadiolone

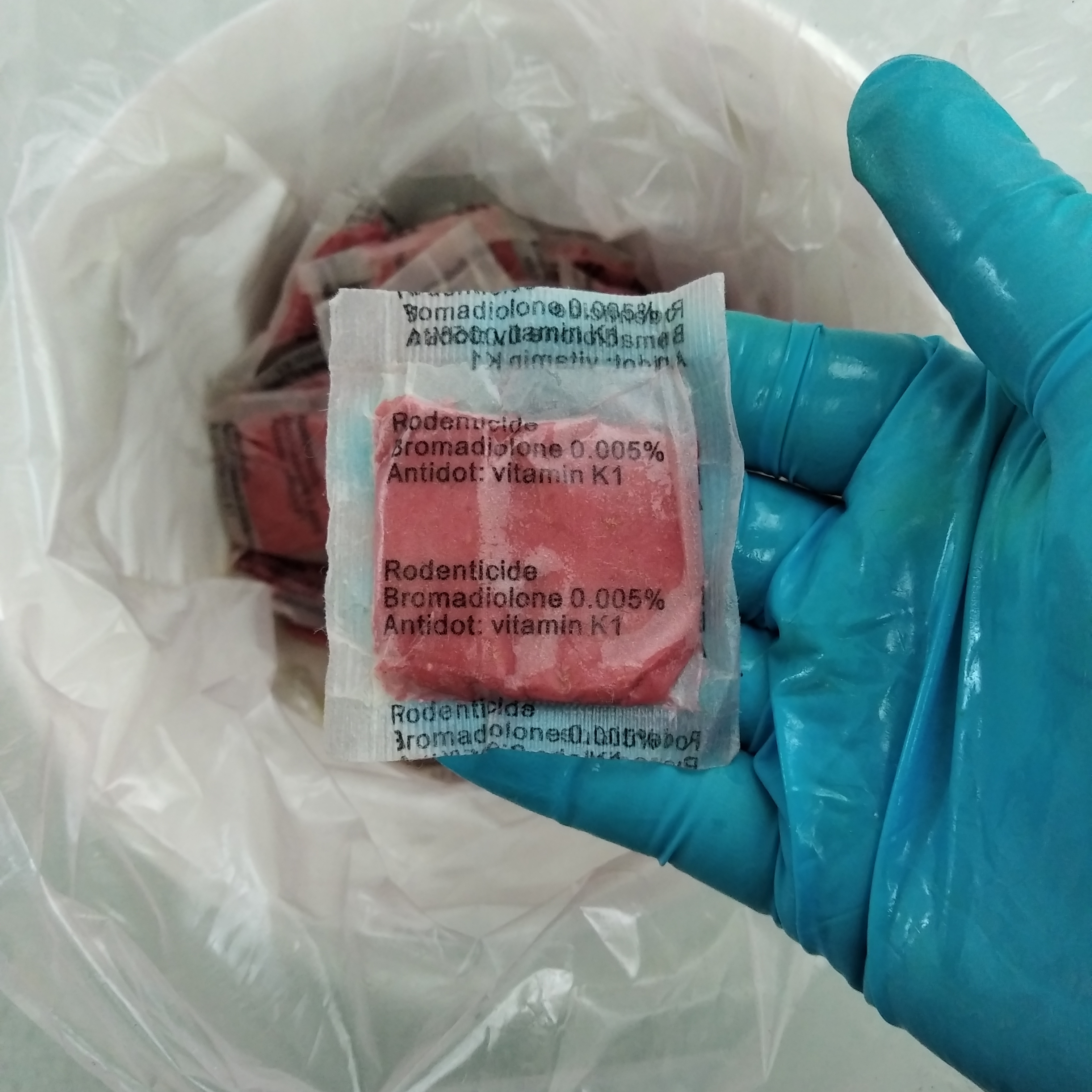
Bromadiolone (0,005%)

La bromadiolone ou 3-[3-(4'-bromo[1,1'-biphenyl]-4-yl)-3-hydroxy-1-phenylpropyl]-4-hydroxy-2H-1-benzopyran-2-one est un pesticide anticoagulant principalement utilisé comme rodenticide.
C'est un composé organobromé testé au milieu des années 1970 comme efficace à faible dose, et mis sur le marché à la fin des années 1970, fabriqué par Lipha en France alors que depuis 1950 environ certaines populations de rats avaient développé une résistance aux raticides (à tous les précédents anti-coagulants mis sur le marché depuis 70 ans),, notamment à la warfarine l'un des produits alors les plus utilisés.
Il se présente comme un solide blanc, fortement toxique et écotoxique même à très faible doses. Il présente une toxicité aiguë (y compris mortel par voie cutanée ou par inhalation) et est étiqueté comme « Nocif pour les organismes aquatiques, entraine des effets néfastes à long terme ».
Antidote : vitamine K1
| Bromadiolone    | Bromadiolone    |
| --------------- | --------------- |
| (1R,3S)-isomère | (1S,3R)-isomère |
| (1R,3R)-isomère | (1S,3S)-isomère |

## Utilisations
Elle varie selon les époques, les pays et les règlementations.
Ainsi en 1989, on utilisait en France comme appât des rondelles de carottes enrobées ďun concentrat de bromadiolone (titrant 100 ppm de matière active) alors qu'en Suisse, on utilisait un appât sec titrant 140 ppm. En France, en 2011, environ 400 tonnes par an de grain empoisonné (enrobés de bromadiolone à 0,05 g de matière active kg−1) étaient utilisés comme appâts rodenticide rien que par les agriculteurs.

## Persistance dans le sol
Les rongeurs des champs peuvent ingérer le grain empoisonné immédiatement, ou plus souvent le stocker dans leur terrier pour l'hiver. Au contact du sol, une partie du poison s'y diffuse, éventuellement dans une zone qui sera inondée.
De premières études en conditions contrôlées ont montré que la demi-vie (DT50) de la bromadiolone dans les sols présentaient une grande variabilité avec des valeurs allant de 1,8 à 53 jours, mais les auteurs ne spécifiaient pas toujours le type de sol testé et les sols nord-américains et leur microflore peuvent différer des sols européens.
Des chercheurs ont testé la persistance de la molécule d'un anticoagulant de deuxième génération (SGAR) à base de grains empoisonné à la bromadiolone, quand le grain empoisonné est jeté dans une galerie (artificielle lors de l'expérience) conformément aux usages agricoles, et dans une cavité de stockage imitant celle où les campagnols stockent leurs graines. La persistance de la molécule a été évaluée sur 1 mois dans les galeries et 80 jours dans les cavités de stockage, à l'automne et au printemps. Dans les galeries, les demi-vies (temps de disparition de la moitié de la dose toxique) s'étendaient de 3,0 à 5,1 jours à l'automne et de 5,4 à 6,2 jours au printemps, quel que soit le type de sol, mais avec un profil de persistance différent pour deux sols entre les saisons. Les demi-vies dans les cavités de stockage (42,7 jours en automne et 24,6 au printemps) étaient plus longues que celle du grain dispersé dans les galeries. Le sol peut aussi être contaminé par la décomposition d'un cadavre mort d'empoisonnement secondaire (morts de prédateurs signalés par centaines après les campagnes d'empoisonnement de campagnols selon Berny (1997) puis le réseau SAGIR (1990-2004), mais dans une proportion non évaluée.

## Persistance dans l'organisme de l'animal empoisonné
Une partie du poison est stocké dans le foie, une autre est métabolisée dans le foie et l'intestin et évacué via l'urine et les excréments.
La quantité de poison ingéré a une importance. Une expérience ayant analysé des campagnols terrestres ayant consommé de l'appat carottes puis sacrifiés a retrouvé :
- 6,5 à 6,75 ppm de bromadiolone chez les campagnols en ayant mangé durant 24 h[10] ;
- 8,72–10,93 ppm de bromadiolone chez les campagnols en ayant mangé durant 3 jours consécutifs (et moins (5,81 ppm) chez ceux ayant consommé un appât sec dosé à 102,5 ppm[10].

## Impacts sur la santé et l’environnement
La consommation répétée de rongeurs intoxiqués au bromadiolone provoque l'intoxication mortelle de leurs prédateurs naturels par accumulation dans les tissus – on parle alors d'« empoisonnement secondaire » ; La mortalité « secondaire » apparente pourrait être jugée faible (1–3 % des cadavres de buses et renards étudiés lors d'une étude sur 4 ans en France), mais des chercheurs ont montré que les animaux, notamment les oiseaux sauvages, se cachent très soigneusement quand ils sentent qu'ils vont mourir,,. Par ailleurs les rapaces ne se reproduisent que lentement.
De nombreux sangliers, les rapaces (ex : buses,), mais aussi des carnivores tels que les renards, les hermines, les chats domestiques et autres nécrophages, charognards ou prédateurs des rongeurs sont ainsi tués lors des campagnes d’empoisonnement.
Un cercle vicieux est ainsi créé : plus on emploie ces produits et plus on détruit les prédateurs naturels (qui contribuaient à contenir l’expansion des rongeurs).
Par ailleurs, fréquemment, les précautions (normalement drastiques), d’emploi du poison ne sont pas respectées : ainsi des appâts sont parfois déposés sur des radeaux placés contre ou sur la berge ou - illégalement et souvent de manière malveillante- utilisés, seule (ou en mélange avec d'autres pesticides toxiques tels que brodifacoum, difénacoum) « dans des préparations de viande (56,3 % des cas en Espagne) destinées à éliminer les prédateurs considérés comme « gênants » pour le bétail et les pratiques de chasse (...) des composés anticholinestérases (organophosphorés et carbamates) étaient les substances les plus couramment utilisées pour la préparation d’appâts (détectés dans 85,3 % des appâts positifs). » ou les cadavres ne sont pas recherchés ni ramassés. Ces appâts ou les cadavres empoisonnés deviennent alors accessibles, non plus aux seuls animaux amphibies ou autres espèces ciblées, mais aussi aux animaux terrestres, sauvages ou domestiques, voire à des enfants attirés par la couleur rouge bonbon inhabituelle de certains appâts. On déplore aussi l’intoxication directe d'espèces gibier (ex. : chevreuils, lièvres). Lors des crues et inondations associées les appâts et/ou cadavres peuvent être dispersés sur de grandes distances. Par ailleurs les rats et d'autres rongeurs ne consomment que rarement les appâts sur place : ils font des provisions dans leur terrier, ou les transportent pour les manger dans un lieu qu'ils considèrent comme sûr. La Bromadiolone est notamment retrouvée dans les vers de terre, l'un des aliments préférés du sanglier et de nombreux oiseaux (la bromadiolone est « toxique pour les vers de terre à 1 mg/kg de sol, ce qui est une concentration probable sur le terrain après l’application d’appâts à base de bromadiolone » et bioaccumulable dans les vers de terre).
En 2011, dans le Puy-de-Dôme, des milans royaux, espèce protégée, empoisonnés à la bromadiolone ont été retrouvés morts par dizaines, malgré l'interdiction de ce produit.

## Réglementation française
En raison de ses impacts écotoxicologiques, depuis les années 2000, l'utilisation de la bromadiolone a été interdite sur une grande partie du territoire, au niveau local, par les autorités sanitaires départementales ou municipales. L'interdiction au niveau national attendue à partir du 31 décembre 2010, n'a pas été promulguée.
- Un arrêté de 2003 cadre son usage (ragondin et le rat musqué) et ses conditions de délivrance et d'emploi[21].
- Puis un arrêté de 2005 cadre son utilisation là où elle est autorisée (contre le campagnol terrestres)[22] L'interdiction au niveau national attendue à partir du 31 décembre 2010, n'a pas été promulguée[20].
- En 2003, le ministère de l’écologie a pris un arrêté régissant la « transition vers l’interdiction » du poison en trois ans.
- En mai 2007, à échéance de l'arrêté précédent, le nouvel arrêté a prolongé les conditions du précédent, avec toutefois un "effet cliquet ; le poison restant interdit dans les départements ayant déjà interdit ou cessé de l'utiliser (en 2007, moins de 10 départements l'autorisaient encore).
- En Oct 2011, après que 33 milans royaux aient été trouvés morts depuis l’automne 2011 dans quelques communes du Puy-de-Dôme[23], ce qui a justifié une interdiction préfectorale provisoire (levée en mars 2011) dans 22 communes de ce département.

En 2011, ce poison n'a toujours pas de dose journalière admissible (DJA), ni même d'une dose de référence aigüe (ARfD), il existe 2 niveaux acceptables d’exposition pour l’opérateur (AOEL, 1) aigu, et à court-terme/chronique. Il existe aussi une valeur-limite dans les eaux de consommation qui est celle de tout pesticide (0,1 microgramme par litre).

L'Agence nationale de sécurité sanitaire de l'alimentation, de l'environnement et du travail (ANSES) propose une information obligatoire des personnes fréquentant des lieux proches des zones de traitement et une collecte quotidienne des animaux morts empoisonnés. Elle propose aussi de diminuer la valeur-limite dans les eaux de consommation afin de mieux prendre en compte la « très forte toxicité » de la bromadiolone ». Alors que le chiffre de 0,016 µg/L a été proposé au niveau européen, l’agence propose de le diviser par 4 et de descendre à 0,004 µg/L (valeur mentionnée dans le rapport d’évaluation publié en 2010 par la Suède, pays rapporteur sur la bromadiolone pour l'Union européenne.

## Adaptations des rongeurs
Des études d'éco-étho-toxicologie laissent penser que certaines populations ou sous-populations de rats et d'autres rongeurs sont - après un certain temps d'exposition aux poisons - capables de développer diverses stratégies d'évitement voire de se rendre résistants au poison en consommant des aliments naturellement riches en antidote (vitamine K).